# Impasug-ong
Impasug-ong ist eine philippinische Stadtgemeinde in der Provinz Bukidnon. Sie hat 47.859 Einwohner (Zensus 1. August 2015). Teile des 2.093 Meter hohen Tago-Gebirgszugs liegen auf dem Gebiet der Gemeinde.

## Baranggays
Impasug-ong ist politisch in 13 Baranggays unterteilt.
- Bontongon
- Bulonay
- Capitan Bayong
- Cawayan
- Dumalaguing
- Guihean
- Hagpa
- Impalutao
- Kalabugao
- Kibenton
- La Fortuna
- Poblacion
- Sayawan